# Reis de Frísia
Els primers verificables com a reis de Frísia, encara que algunes cròniques els diuen ducs, la dinastia a baix esmentada
 fou recollida per les cròniques dels reis merovingis, que en foren els seus contemporanis.
En aquestes cròniques contemporànies, els assimila als dux, un terme llatí per referir-se a cap militar i que ha originat l'actual títol «duc» i col·laterals a altres llengües. Van ser independents fins a la mort de Radbod. Folcwald i Finn són figures semi-llegendàries, però J. R. R. Tolkien (Finn i Hengest) era convençut que corresponien a figures històriques (que podrien datar del segle v, o del temps de Clodoveu I).
- Folcwald
- Finn, fill de Folcwald (Clovis I?)
- Sibbelt
- Ritzard
- Aldegisel mort el 680 (Teodoric III)
- Radbod 680-719 (Khildebert III)
- Poppo (o Aldegisel II) 719-734, en oposició al rei dels francs (Teodoric IV)